# Madara Palameika
Madara Palameika (* 18. Juni 1987 in Talsi, Lettische SSR, UdSSR) ist eine lettische Leichtathletin, die sich auf den Speerwurf spezialisiert hat. 

## Sportliche Laufbahn
Ihr erstes internationales Turnier bestritt Palameika am 15. August 2006 mit der Teilnahme an den Leichtathletik-Juniorenweltmeisterschaften 2006 in Peking. Dort schied sie bereits in der Qualifikation mit einer Weite von 46,34 m aus. Bei den Leichtathletik-Weltmeisterschaften 2009 in Berlin erreichte sie eine Weite von 52,98 m und damit den 14. Platz in der Vorrunde. Im Anschluss daran konnte sie bei den U23-Europameisterschaften 2009 in Kaunas die Goldmedaille gewinnen, wo sie auch ihre persönliche Bestleistung und einen Meisterschaftsrekord aufgestellt. Bei den Leichtathletik-Europameisterschaften 2010 in Barcelona kam sie erstmals ins Finale und dort mit einer Weite von 60,78 m auf den achten Platz.
2011 erreichte sie bei den Weltmeisterschaften in Daegu erneut das Finale und belegte mit 58,08 m den elften Platz. Bei den Europameisterschaften 2012 und den Olympischen Spielen in London wurde sie jeweils Achte. Ein Jahr später schied sie bei den Weltmeisterschaften in Moskau bereits in der Qualifikation aus, wie auch bei den Weltmeisterschaften in Peking zwei Jahre später. 2016 belegte sie bei den Europameisterschaften in Amsterdam Platz sieben mit 60,39 m. Die Olympischen Spiele in Rio de Janeiro beendete sie auf dem zehnten Platz. Zudem sicherte sie sich 2016 die Gesamtwertung der IAAF Diamond League. Sie gewann die letzten beiden Austragungen und stellte beim abschließenden Wettkampf in Brüssel einen neuen lettischen Rekord von 66,18 m auf. 2017 nahm sie an den Weltmeisterschaften in London teil, gelangte dort aber mit 59,54 m nicht bis in das Finale. Im Jahr darauf gelang ihr dies aber bei den Europameisterschaften in Berlin, bei denen sie mit 57,98 m im Finale auf Rang neun gelangte. 
2019 gewann Palameika bei den Europaspielen in Minsk mit 63,22 m die Bronzemedaille und musste sich dabei der Belarussin Tazzjana Chaladowitsch und Jekaterina Starygina aus Russland geschlagen geben. Ende September nahm sie zudem erneut an den Weltmeisterschaften in Doha  teil, bei denen sie aber mit 59,95 m erneut in der Qualifikation ausschied. 2021 gelangte sie bei den Olympischen Sommerspielen in Tokio mit 58,70 m im Finale auf den elften Platz und anschließend siegte sie mit 63,25 m beim Hanžeković Memorial. Im Jahr darauf schied sie bei den Weltmeisterschaften in Eugene mit 58,61 m in der Vorrunde aus und belegte anschließend bei den Europameisterschaften in München mit 56,55 m den neunten Platz.
In den Jahren von 2009 bis 2011, 2014 und 2015 sowie 2017, 2019 und 2022 wurde Palameika lettische Meisterin im Speerwurf.